# James Tattersall
Pour les articles homonymes, voir Tattersall.
James Irvine Tattersall est un joueur britannique de tennis, né le 27 mars 1940 à Gloucester et décédé à Evesham le 4 février 1997.

## Palmarès
Vainqueur du tournoi de Wimbledon junior en 1957 contre le Brésilien I. Ribero 6-2, 6-1.